# Koblenz Open 2020
Il Koblenz Open 2020 è stato un torneo maschile tennis professionistico. È stata la 4ª edizione del torneo, facente parte della categoria Challenger 80 nell'ambito dell'ATP Challenger Tour 2020, con un montepremi di 46 600 €. Si è giocato dal 17 al 23 febbraio 2020 sui campi in cemento indoor della CGM Arena di Coblenza, in Germania.

## Partecipanti

### Teste di serie
| Nazionalità | Giocatore               | Ranking* | Testa di serie |
| ----------- | ----------------------- | -------- | -------------- |
| Germania    | Yannick Maden           | 143      | 1              |
| Germania    | Yannick Hanfmann        | 151      | 2              |
| Paesi Bassi | Tallon Griekspoor       | 172      | 3              |
| Germania    | Oscar Otte              | 177      | 4              |
| Francia     | Maxime Janvier          | 179      | 5              |
| Paesi Bassi | Botic van de Zandschulp | 201      | 6              |
| Francia     | Quentin Halys           | 203      | 7              |
| Germania    | Mats Moraing            | 225      | 8              |
| Germania    | Julian Lenz             | 241      | 9              |
| Germania    | Dustin Brown            | 242      | 10             |
| Spagna      | Nicola Kuhn             | 246      | 11             |
| Belgio      | Ruben Bemelmans         | 251      | 12             |
| Germania    | Daniel Masur            | 253      | 13             |
| Russia      | Teymuraz Gabashvili     | 270      | 14             |
| Austria     | Lucas Miedler           | 277      | 15             |
| Russia      | Pavel Kotov             | 282      | 16             |

- Ranking al 10 febbraio 2020.

### Altri partecipanti
I seguenti giocatori hanno ricevuto una wild card per il tabellone principale:
- Nino Ehrenschneider
- Marek Gengel
- Milan Welte
- Louis Wessels
- Leopold Zima

I seguenti giocatori sono passati dalle qualificazioni:
- Lucas Gerch
- Sasikumar Mukund

Il seguente giocatore è entrato in tabellone come lucky loser:
- Ergi Kırkın

## Punti e montepremi
| Torneo    | Torneo              | V     | F     | SF    | QF    | 3T  | 2T  | 1T  | Q | Q1 |
| Singolare | Punti               | 80    | 48    | 29    | 15    | 7   | 3   | 0   | 0 | 0  |
| Singolare | Premi in denaro (€) | 6 190 | 3 650 | 2 160 | 1 260 | 730 | 450 | 225 | – | –  |
| Doppio    | Punti               | 80    | 48    | 29    | 15    | –   | –   | 0   | – | –  |
| Doppio    | Premi in denaro (€) | 2 670 | 1 550 | 930   | 550   | –   | –   | 310 | – | –  |

## Campioni

### Singolare
Tomáš Macháč ha sconfitto in finale  Botic van de Zandschulp con il punteggio di 6–3, 4–6, 6–3.

### Doppio
Sander Arends /  David Pel hanno sconfitto in finale  Julian Lenz /  Yannick Maden con il punteggio di 7–6(4), 7–6(3).